# Haskell (Arkansas)
Haskell – miasto w Stanach Zjednoczonych, w stanie Arkansas, w hrabstwie Saline.